# USS Pinckney (DDG-91)
El USS Pinckney (DDG-91), llamado así en honor al cabo primero William Pinckney, es el 21.º destructor de la clase Arleigh Burke de la Armada de los Estados Unidos.

## Nombre
Su nombre honra al cabo primero cocinero William Pinckney, condecorado con la Cruz de la Armada y el Corazón Púrpura por su comportamiento en la batalla de las islas Santa Cruz en 1942.

## Construcción
Este destructor fue ordenado el 6 de marzo de 1998. Su construcción, a cargo del Bath Iron Works (Maine), inició con la colocación de la quilla el 16 de julio de 2001. El casco fue botado el 26 de junio de 2002 y entró en servicio el 29 de mayo de 2004.

## Historial de servicio

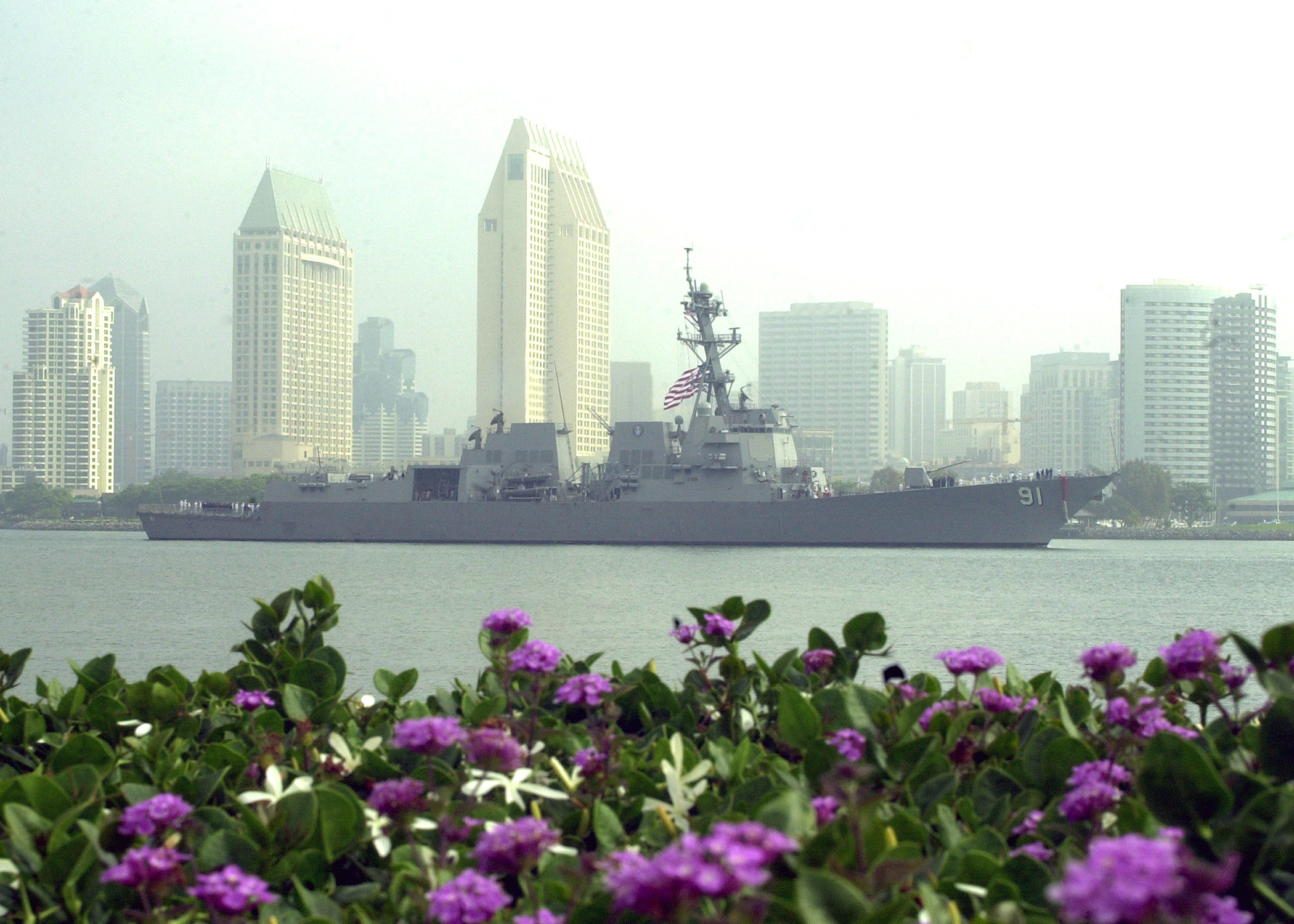
El USS Pinckney (DDG-91) en San Diego en el año 2004.

Está asignado en la Flota del Pacífico y su apostadero es la base naval de San Diego (California).